# Aegialia crescenta
Aegialia crescenta é uma espécie de escaravelho da família Scarabaeidae.
É endémica dos Estados Unidos da América.